# Segunda unidade
No cinema, segunda unidade se refere a um grupo de pessoas que, dentro da produção cinematográfica, é encarregada de gravar capturas de movimento, cenas de ação, tomadas de cobertura, como takes de paisagens. A segunda unidade é usada principalmente para filmar cenas que não envolvam o elenco principal, contando também com o seu próprio diretor.